# Toyota Aurion
Toyota Aurion — среднеразмерный автомобиль компании Toyota. Был впервые представлен на Мотор-шоу Мельбурна в 2006 году. Автомобиль построен на основе Toyota Camry. Изменения в основном ограничиваются пересмотренной передней и задней частями автомобиля, наряду с изменениями в интерьере. Aurion также продается в большинстве стран Восточной и Юго-Восточной Азии под названием Toyota Camry. В Австралии и на Ближнем Востоке Aurion продается параллельно с оригинальной версией Camry. На этих двух рынках Toyota Aurion заменила собой Toyota Avalon.

## Первое поколение
Первое поколение Aurion находилось в продаже с 2006 по 2012 годы. На некоторых рынках этот автомобиль называется Camry Prestige. Aurion отличается от Camry более современным спортивным дизайном, салон также выполнен в спортивном ключе. Все комплектации Toyota Aurion первого поколения оснащены системой электронной стабилизации, боковыми шторками безопасности и шестиступенчатой автоматической коробкой передач.

## Второе поколение
В апреле 2012 года в Австралии и Новой Зеландии поступил в продажу Aurion XV50 второго поколения. Эта модель снова построена на основе Camry и представляет собой аналог Camry для украинского и российского рынков. Все новые модели Camry стали доступны для некоторых азиатских и европейских рынках с 2011 года.

### Комплектации
Автомобиль производится в пяти комплектациях:
- AT-X
- Sportivo SX6
- Prodigy
- Sportivo ZR6
- Presara

## Продажи
| Год                   | Количество |
| --------------------- | ---------- |
| 2006 (ноябрь-декабрь) | 3,037      |
| 2007                  | 22,036     |
| 2008                  | 19,562     |
| 2009                  | 13,910     |
| Всего                 | 58,545     |